# اولگ کوچرنکو
اولگ کوچرنکو (اوکراینی: Олег Миколайович Кучеренко؛ زادهٔ ۲۰ دسامبر ۱۹۶۸) کشتی‌گیر فرنگی اوکراینی‌تبار اهل شوروی-آلمان بود.